# Emanuelle i posljednji kanibali
Emanuelle i posljednji kanibali (tal. Emanuelle e gli ultimi cannibali, eng. Trap Them and Kill Them), talijanski erotski film s elementima horora iz 1977. godine u režiji Joea D'Amata. Film je na američkom tržištu poznat i pod nazivom Emanuelle and the Last Cannibals, a premijerno je prikazan u lipnju 1984. godine.

## Sadržaj
Radeći na tajnom zadatku u bolnici, lijepa novinarka Emanuelle (Laura Gemser) otkriva djevojku koju je odgojilo pleme kanibala iz Amazone. Zaintrigirana, odlazi s prijateljima u amazonsku prašumu kako bi pronašla neotkriveno pleme ljudoždera.

## Uloge
- Laura Gemser - Emanuelle
- Gabrielle Tinti - Professor Mark Lester
- Nieves Navarro - Maggie McKenzie aka Susan Scott
- Donald O'Brien - Donald McKenzie
- Monica Zanchi - Isabelle Wilkes